# 霍雷肖 (阿肯色州)
霍雷肖（英語：Horatio）是一個位於美國阿肯色州塞維爾縣的城市。

## 地理
霍雷肖的座標為33°56′21″N 94°21′13″W / 33.93917°N 94.35361°W，而該地的平均海拔高度為123米（即404英尺）。

## 人口
根據2020年美國人口普查的數據，霍雷肖的面積為4.66平方千米，當中陸地面積為4.62平方千米，而水域面積為0.04平方千米。當地共有人口920人，而人口密度為每平方千米197人。